# سن آنتونیو د پترل
سن آنتونیو د پترل (به اسپانیایی: San Antonio de Petrel) یک منطقهٔ مسکونی در شیلی است که در پیچیلمو واقع شده‌است. سن آنتونیو د پترل ۱۴۷٫۴ کیلومتر مربع مساحت و ۳۷۱ نفر جمعیت دارد.